# Friedrich Ulm
Friedrich Ulm (* 21. März 1881 in Wetzlar; † 1. November 1956) war ein hessischer Politiker (DVP, LDP/FDP) und ehemaliger Abgeordneter des Hessischen Landtags.
Friedrich Ulm machte eine Lehre im Schlosserhandwerk und legte die Gesellen- und Meisterprüfung ab, bevor er  im väterlichen Betrieb tätig war. 1919 wurde er Gründungsmitglied der Kreishandwerkerschaft in Wetzlar.
Bis 1933 war Friedrich Ulm Mitglied der Deutschen Volkspartei. Nach dem Zweiten Weltkrieg wurde er Kreisvorsitzender der FDP in Wetzlar. Dort war er von Oktober 1946 bis 1952 Stadtverordneter und ab 1952 ehrenamtlicher Beigeordneter.
Vom 4. Juli 1947 bis zum 30. November 1950 war er Mitglied des hessischen Landtags.